# Тоска (фильм-опера, 1976)
«То́ска» (итал. Tosca)  —  художественный кинофильм-опера режиссёра Джанфранко Де Бозио, поставленный в 1976 году, экранизация одноимённой оперы Джакомо Пуччини.

## Сюжет
Кинофильм-опера является экранизацией оперы «Тоска» Джакомо Пуччини,  написанной по сюжету одноимённой драмы французского писателя Викторьена Сарду. Изложение сюжета см. в статье «Тоска».

## В ролях
| Актёр                   | Роль              |
| ----------------------- | ----------------- |
| Райна Кабаиванска       | Флория Тоска      |
| Пласидо Доминго         | Марио Каварадосси |
| Шерил Милнз             | барон Скарпиа     |
| Джанкарло Лучарди       | Чезаре Анжелотти  |
| Альфредо Мариотти       | ризничий          |
| Марио Феррара           | Сполетта          |
| Бруно Джрелла           | Шарроне           |
| Доменико Медичи         | тюремщик          |
| Пласидо Доминго-младший | пастушок          |
| Сальваторе Билла        | ...               |

## Музыканты
- New Philharmonia Orchestra
- Музыкальный руководитель и дирижёр — Бруно Бартолетти

## Съёмочная группа
- Режиссёр: Джанфранко Де Бозио
- Сценаристы: Луиджи Иллика и Джузеппе Джакоза по пьесе-драме Викторьена Сарду
- Композитор: Джакомо Пуччини
- Оператор: Луиджи Верга
- Художник по костюмам: Джанкарло Пуччи

## Места съёмок
Съёмки этого фильма-оперы проходили в исторических местах и достопримечательностях, в которых разворачивается действие оперы:  церкви Сант-Андреа-делла-Валле, в вымышленной капелле которой происходит действие первого акта, палаццо Фарнезе,  где находится резиденция барона Скарпиа и куда он приглашает Тоску и где она его убивает во втором акте,  замке Святого Ангела, куда в последнем акте сажают в тюрьму Марио Каварадосси и расстреливают, а преследуемая полицией Тоска прыгает вниз с башни этого замка и разбивается насмерть.
- церковь Сант-Андреа-делла-Валле
- палаццо Фарнезе
- замок Святого Ангела

## Издание на видео
- Выпущен на DVD компаниями Deutsche Grammophon (Германия) и Decca Records (Великобритания).